# GeT RiGhT
Кристофер „Get_Right” Алесунд (енгл. Christopher Alesund; Стокхолм, 29. мај 1990) је професионални играч игре Counter-Strike: Global Offensive и наступа за организацију Dignitas. За време играња у организацији Нинџе у пиџамама (енгл. Ninjas in Pyjamas) је био сматран за једног од најбољих играча у историји Counter Strike франшизе. Почео је да се такмичи 2007. године и био је члан организација SK Gaming, Fnatic и Ninjas in Pyjamas. На крају 2020. године је завршио своју дугогодишњу играчку каријеру. Одлучио је да пређе на игрицу под именом Valorant.

## Каријера

### Каријера у Counter Strike 1.6
Почео је да игра са тимом Begrip 2007. године са којим је освојио друго место на турниру spiXelania 2007. Касније те године се придружио организацији SK Gaming, са којом је заузео четврто место на турниру  EM II Finals. 
Прешао је у организацију Fnatic 2009. године. Убрзо након преласка у Fnatic, тим осваја  WEG e-Stars 2009: King of the Game.. Први мејџор је освојио у марту 2009. године. Био је то Intel Extreme Masters Season III. Годину су завршили победом на World e-Sports Masters.  Освојио је награду за „еспорт играча године” и „counter strike играча године”.
Следећа година није била успешна као претходна, али су успели да буду други на турнирима  IEM IV European Chapmionships и  IEM V European Chapmionships.. На крају године је освојио друго место у свету 2010. године.
Убрзо је прешао у организацију SK Gaming, где му се придружио и колега из прошлог тима, Патрик „f0rest” Линдберг. Освојили су DreamHack Summer 2011. Наставили су са успесима, освојивши IEM6 6C New York и мејџор ESWC 2011. На крају године је поново освојио друго место у свету.

### Каријера у Counter Strike: Global Offensive
Get Right прелази у Ninjas in Pyjamas у јулу 2012. године са жељом да заигра најновију верзију игре, Counter Strike: Global Offensive. Био је кључан део тима који је имао легендарни учинак, 87 победа заредом. Освојили су и ESL Major Series One - Spring 2013. Get Right је сматран за једног од најбољих играча свих времена у обе верзије игре. Сматра се зачетником „луркер” улоге. Важи за једног од најпаметнијих играча.
Последњи мејџор је освојио 2014. године, ESL One Cologne 2014. Наставили су са успесима 2016. године, када су освојили IEM Oakland.
Крајем септембра 2019. године, званично је престао да игра за Ninjas in Pyjamas.
Крајем јануара 2020. године је потписао за организацију Dignitas и тако се поново ујединио са старим саиграчима из Ninjas in Pyjamas организације.

## Трофеји и достигнућа

### Трофеји
- први на DreamHack Valencia 2012[22]
- први на DreamHack Winter, 2012[23]
- први на Copenhagen Games, 2013[24]
- први на DreamHack Summer, 2013[25]
- трећи на SLTV StarSeries VII Finals, 2013[26]
- други на DreamHack Winter 2013[27]
- други на EMS One Katowice 2014[28]
- први на Copenhagen Games 2014[29]
- први на ESL One Cologne 2014[19]
- други на DreamHack Winter 2014[30]
- други на ESL One Katowice 2015[31]
- други на FACEiT League 2015 Stage 1 Finals, 2015[32]
- трећи на DreamHack Open Cluj-Napoca 2015[33]
- други на Fragbite Masters Season 5, 2015[34]
- први на DreamHack Masters Malmö 2016[35]
- други на DreamHack Open Zowie Summer 2016[36]
- први на Starladder StarSeries i-League Season 2, 2016[37]
- први на IEM XI Oakland, 2016[20]
- први на DreamHack Open Valencia[38]
- први на Intel Extreme Masters Season XII - Oakland[39]

### Рангирање
- други у свету 2010.[7]
- други у свету 2011.[13]
- први у свету 2013.[17]
- први у свету 2014.[18]
- једанаести у свету 2015.[40]
- осамнаести у свету 2016.[41]

### MVP
- Copenhagen Games 2014[42]
- DreamHack Bucharest 2013[43]
- ESEA Invite Season 14 Global Finals[44]
- SLTV StarSeries VI Finals[45]
- ESEA Invite Season 13 Global Finals[46]
- RaidCall EMS One Spring 2013 Finals[47]

### Друге награде
- „еспорт играча године”[7]
- „counter strike играча године”[7]